# Катастрофа Boeing 737 у Казані
Катастрофа Boeing 737 у Казані — авіакатастрофа, яка сталася 17 листопада 2013 у Міжнародному аеропорту «Казань» з пасажирським літаком Boeing 737–500 (б/н VQ-BBN) російської авіакомпанії «Татарстан», що виконувала рейс № U9-363 «Москва (Домодєдово) — Казань (МАК)».
Пасажирський літак Boeing 737–500 авіакомпанії «Татарстан», що слідував рейсом з московського аеропорту Домодєдово, приблизно о 17 годині 26 хвилин за київським часом зазнав аварії при заході на посадку у Казані. На борту перебувало 50 осіб (44 пасажири і 6 членів екіпажу). За підтвердженими даними, всі люди на борту загинули[⇨].
За даними Aviation Safety Network, це друга катастрофа літака цього типу на території Росії після краху Боїнга 737 в Пермі 2008 року, і четверта за весь час експлуатації Boeing 737-500 у світі.

## Повітряне судно
Літак Boeing-737-500, бортовий номер VQ-BBN, заводський — 24785, серійний 1882, перший політ зробив 18 червня 1990. На момент катастрофи знаходився в експлуатації 23 роки і 4 місяці. Літак належав міжнародній лізинговій компанії «AWAS» та знаходився в операційному лізингу у авіакомпанії Татарстан з 18 грудня 2008.

## Жертви
На борту літака перебували 44 пасажири (e їх числі двоє неповнолітніх) і 6 членів екіпажу. Всі вони загинули.
У числі загиблих опинилися глава Управління ФСБ по Республіці Татарстан Олександр Антонов, син президента Республіки Татарстан Р. Н. Мінніханова Ірек Мінніханов, дружина та пасербиця спортивного журналіста ВГТРК Романа Скворцова.
Українка, яка загинула під час катастрофи була кременчужанка Маргарита Ошуркова. Вона 30 років пропрацювала на Кременчуцькій ТЕЦ. З 2002 по 2006 рік була депутатом кременчуцької міськради. Останнім часом працювала у Росії. У загиблої залишилися дорослі син та дочка.
| Громадянство    | Кількість пасажирів | Кількість членів екіпажу | Усього |
| --------------- | ------------------- | ------------------------ | ------ |
| Росія           | 42                  | 6                        | 48     |
| Велика Британія | 1                   | 0                        | 1      |
| Україна         | 1                   | 0                        | 1      |
| Всього          | 44                  | 6                        | 50     |

## Наслідки
Одразу після катастрофи аеропорт був закритий на добу. Пошуково-рятувальні, слідчі, охоронні та медико-психологічні роботи на місці катастрофи проводили 1,5 тисячі фахівців різних відомств і 240 одиниць техніки.
Увечері і в ніч на 18 листопада на місце катастрофи до аеропорту прибули керівники Татарстану (у тому числі батько Ірека Мінніханова президент Р. Мінніханов) та Казані, 18 листопада — російські віце-прем'єр І. Шувалов, глави МНС Росії В. Пучков та Слідчого комітету А. Бастрикін та інші офіційні особи та спеціалісти
18 листопада було оголошено у Татарстані днем жалоби, якого дотримувалися також деякі федеральні телевізійні ЗМІ.
На Кременчуцькій ТЕЦ у пам'ять про колишню робітницю оголосили траур.
Сім'ям загиблих буде виплачено по 3 мільйони рублів, а родини загиблих москвичів додатково отримають 1 мільйон рублів від мерії міста.

## Розслідування
Розслідування проводиться Міждержавним авіаційним комітетом за участю представників Росавіації та інших відповідальних відомств.
На місці аварії були виявлені контейнери з бортовими самописцями, які мають значні пошкодження.
19 листопада 2013 МАК заявив, що інформація з параметричного самописця була розшифрована. Внаслідок розшифровки було встановлено, що після заходу на посадку літак опинився в конфігурації, відмінної від посадкової. Пілоти збільшили тягу двигунів для припинення зниження та відходу на друге коло. Під дією кабруючого моменту і за відсутністі керуючих дій з боку екіпажу літак перейшов у набір висоти з занадто великим кутом атаки. Через кілька секунд екіпаж різко подав штурвал від себе, внаслідок чого літак перейшов у пікірування та врізався об землю зі швидкістю близько 450 км/год. Всі системи та двигуни були справні та працювали у штатному режимі до моменту зіткнення.
У повідомленні МАК також вказується, що у контейнері мовного реєстратора відсутня магнітна стрічка.